# 2381
2381(이천삼백팔십일)은 2380보다 크고 2382보다 작은 자연수다.

## 수학
- 353번째 소수(素數)다. 앞의 소수는 2377, 다음 소수는 쌍둥이 소수인 2383이다.
  - 71번째 슈퍼 소수로, 2381의 소수 순번인 353도 소수다. 앞의 슈퍼 소수는 2351, 다음은 2417이다.
- 피타고라스 삼조의 빗변의 길이이다. ({\displaystyle 69^{2}+2380^{2}=2381^{2}})[a]
- {\displaystyle 2381=34^{2}+35^{2}}
  - 35번째 중심있는 사각수로, 연속하는 두 자연수의 제곱합으로 나타낼 수 있다. 앞의 중심있는 사각수는 2245, 다음은 2521이다.
- {\displaystyle 2381=2^{8}\times 3^{2}+77}
- {\displaystyle 69^{4}-1}은 2381로 나누어떨어진다.

## 과학·기술
- NGC 2381: 용골자리 방향에 있는 막대나선은하.
- 2381 란디: 소행성.
- 코스모스 2381호(영어판): 러시아의 인공위성.

## 기타
- 연도: 2381년, 기원전 2381년

## 같이 보기
- 2000